# Embalse de Challawa

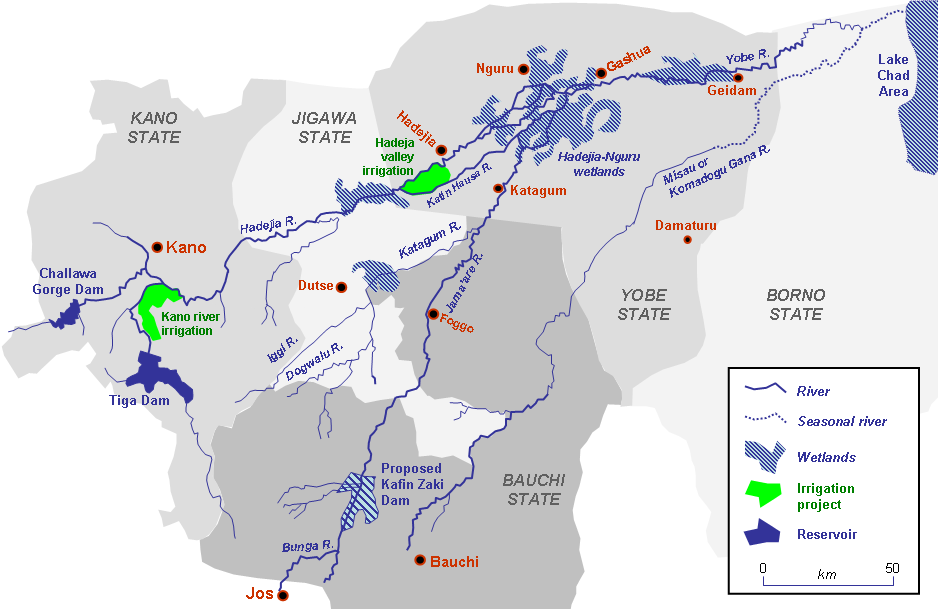
Zona de captación del río Yobe

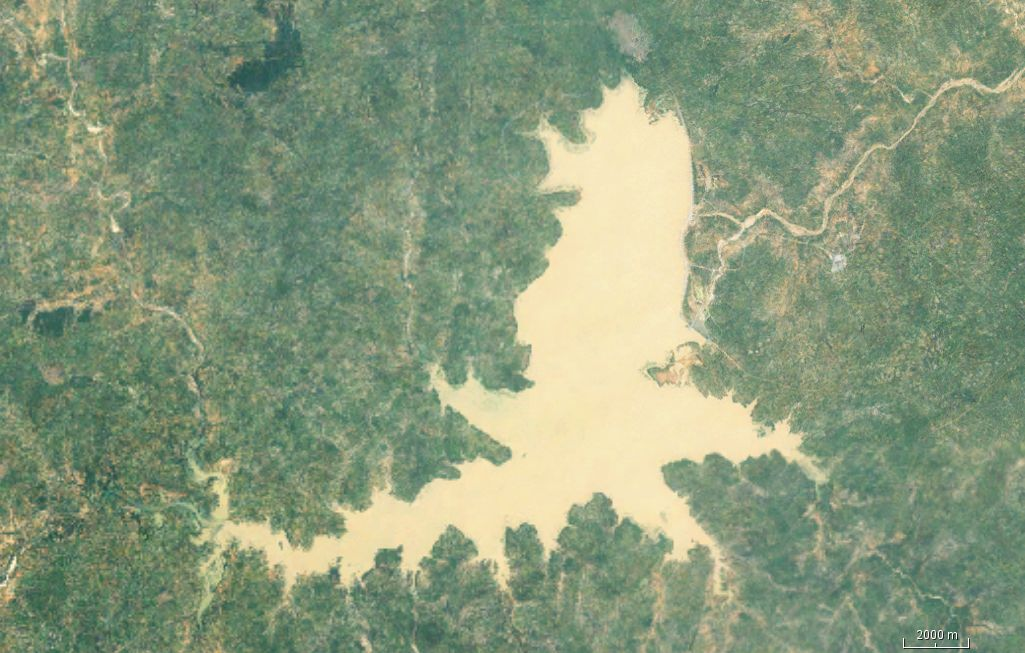
El embalse de Challawa visto desde el espacio

El embalse de Challawa o presa de la garganta de Chalawa se encuentra en el río Challawa, un afluente del río Kano, que es el principal afluente del río Hadeji, en el área de gobierno local de Karaye del estado de Kano, en el noroeste de Nigeria, a unos 90 km al suroeste de la ciudad de Kano.
El objetivo de la presa y el embalse es retener el agua de las inundaciones durante la época de las lluvias, muy variables e intensas en verano (600-800 mm anuales, la mayor parte en cuatro meses de verano), proveer agua para el regadío de varios miles de hectáreas y abastecer de agua a la ciudad de Kano, cuya área metropolitana alcanza los 5 millones de habitantes. La combinación de sequías y presa ha reducido los humedales de Hadejia-Nguru, de 300.000 ha en los años 1960 a entre 70.000 y 100.000 en 2023.

## Construcción
El proyecto del embalse de Challawa Gorge fue propuesto por la Agencia de Recursos Hídricos e Ingeniería del Gobierno del Estado de Kano, y más tarde asumido por el Gobierno Federal, que financió el proyecto. La presa es propiedad de la Autoridad de Desarrollo de la Cuenca del Río Hadejia-Jama'are (Hadejia-Jama’are River Basin Development Authority), una agencia federal, y está operada por ella.
La presa fue construida por Julius Berger Nigeria, una empresa de construcción nigeriana, entre 1990 y 1992, utilizando relleno de tierra. La presa tiene  42 m de alto y 7,8 km de longitud. El embalse tiene una capacidad de almacenamiento total de 930 millones de m3 y un almacenamiento activo de 904 millones de m3. El área de captación directa es de 3857 km2.

## Potencial hidroeléctrico
La presa fue diseñada teniendo en cuenta el potencial de generación de energía hidroeléctrica, que puede alcanzar una capacidad de 3 MW en promedio (más en la estación lluviosa y menos en la estación seca). Sin embargo, el suministro de energía costaría considerablemente más que los precios minoristas actuales, y no está claro cómo se financiaría un proyecto para instalar el equipo generador.

## Problemas
El suelo en las cuencas inmediatas de la presa no ha sido estabilizado, por lo que el embalse podría estar obstruyéndose. También se están depositando sedimentos en el río Challawa, lo que afecta las estructuras de captación del suministro de agua de la ciudad de Kano. Por otro lado, la presa ha alterado el equilibrio natural a lo largo del río. Las zonas de aguas arriba están ahora sujetas a inundaciones, mientras que los humedales y tierras de cultivo de los ríos de aguas abajo se han secado.
La presa está destinada a apoyar proyectos de irrigación, como el Plan de Irrigación del Valle de Hadejia, que se inició en 1990, aunque solo se lograron alrededor de 6.000 ha, lo que representa alrededor del 30% del área planificada durante décadas. Entre otros usos de la presa se encuentran el suministro de agua a la ciudad de Kano, el riego informal en las orillas del río, la recreación, etc. La presa de Challawa y la cercana presa de Tiga también han tenido efectos adversos sobre los humedales Hadejia-Nguru río abajo. Varios estudios han demostrado que estas represas han tenido un valor económico negativo cuando se toma en cuenta su efecto sobre las comunidades río abajo.